# Iglesia de San Marcelo (León)
La iglesia parroquial de San Marcelo de Tánger, patrón de León, está situada entre la plaza a la que da nombre (conocida popularmente como plaza de las Palomas) y la plaza de Santo Domingo, en pleno centro de la capital. Contrasta por su sobriedad palladiana, 

"tan adornada de historia y fervores"/Máximo Cayón

 con otros edificios singulares de León que comparten su espacio visual: Edificio Pallarés, Casa Botines, Consistorio Viejo y Palacio de los Guzmanes. Esta iglesia es sede de la Cofradía de las Siete Palabras de Jesús en la Cruz y de la Hermandad de Santa Marta y de la Sagrada Cena.

## Historia
La parroquia de San Marcelo puede que sea uno de los edificios de culto más antiguos de la ciudad de León. Fundada en el año 850 por el rey Ramiro I sobre una capilla preexistente edificada en el lugar que la leyenda marca como sitio en el que el centurión Marcelo hizo confesión pública de su fe; se supone que fue destruida por Almanzor, circa 995, y reconstruida varias veces. Donada a la catedral por el rey Sancho el Gordo, es el obispo Don Pedro quien acomete la primera reforma en el año 1096.
A finales del siglo XII es monasterio agustino, donde se formó el joven Santo Martino; y hospital de peregrinos, uniéndose a los vecinos hospitales de San Lázaro y San Antonio Abad, del cual tomó el nombre. Es, en tanto que hospital y hospedería de peregrinos, la primera de que hay noticia en León. En 1254 alcanza el estatus de parroquia secular regida por un canónigo catedralicio con el título de "Abad de San Marcelo" hasta el año 1737, año en el que los regidores pasan a denominarse "Provisor de San Marcelo".
El azaroso traslado de los restos del mártir desde Tánger a León, donde fueron fervorosamente recibidos por el rey Fernando el Católico, cabildo, consistorio y pueblo llano en el año 1493 y depositados en la capilla existente, motiva, junto con la caída de la torre en 1559 (reconstruida en ladrillo sobre la base de la antigua torre y coronada por una veleta del cerrajero Pedro Flamenco en 1577) la definitiva reforma que llevarán a cabo los maestros Juan del Ribero y Baltasar Gutiérrez entre los años 1588 y 1628. El proceso de reconstrucción del templo significó un gasto extraordinario en el que se vieron implicados, morosamente, todos los estamentos ciudadanos, clericales y nobiliarios de la ciudad, produciéndose pleitos entre los diversos directores de obra y entre estos y las instituciones. El litigado autor de "La Pícara Justina" llega a decir:

"que es obra que ha tiempo se ha comenzado a hacer de por amor de dios. Y por que tan buen amor no se acabara, no se acaba la obra"

Durante los siglos XIX y XX fue objeto de obras menores que le dan su actual aspecto; demoliéndose, en 1919, el hospital de San Antonio Abad, con el que comunicaba, para abrir paso a la calle Legio VII y reformándose el altar para adaptarlo a la nueva liturgia.

## Arquitectura
Arquitectónicamente es un edificio de planta basilical de piedra de sillería, sencillo y de reducidas dimensiones, de planta cuadrangular, con tres naves, pilastras toscanas, capillas laterales y diversos tipos de bóvedas.

## Piezas de interés

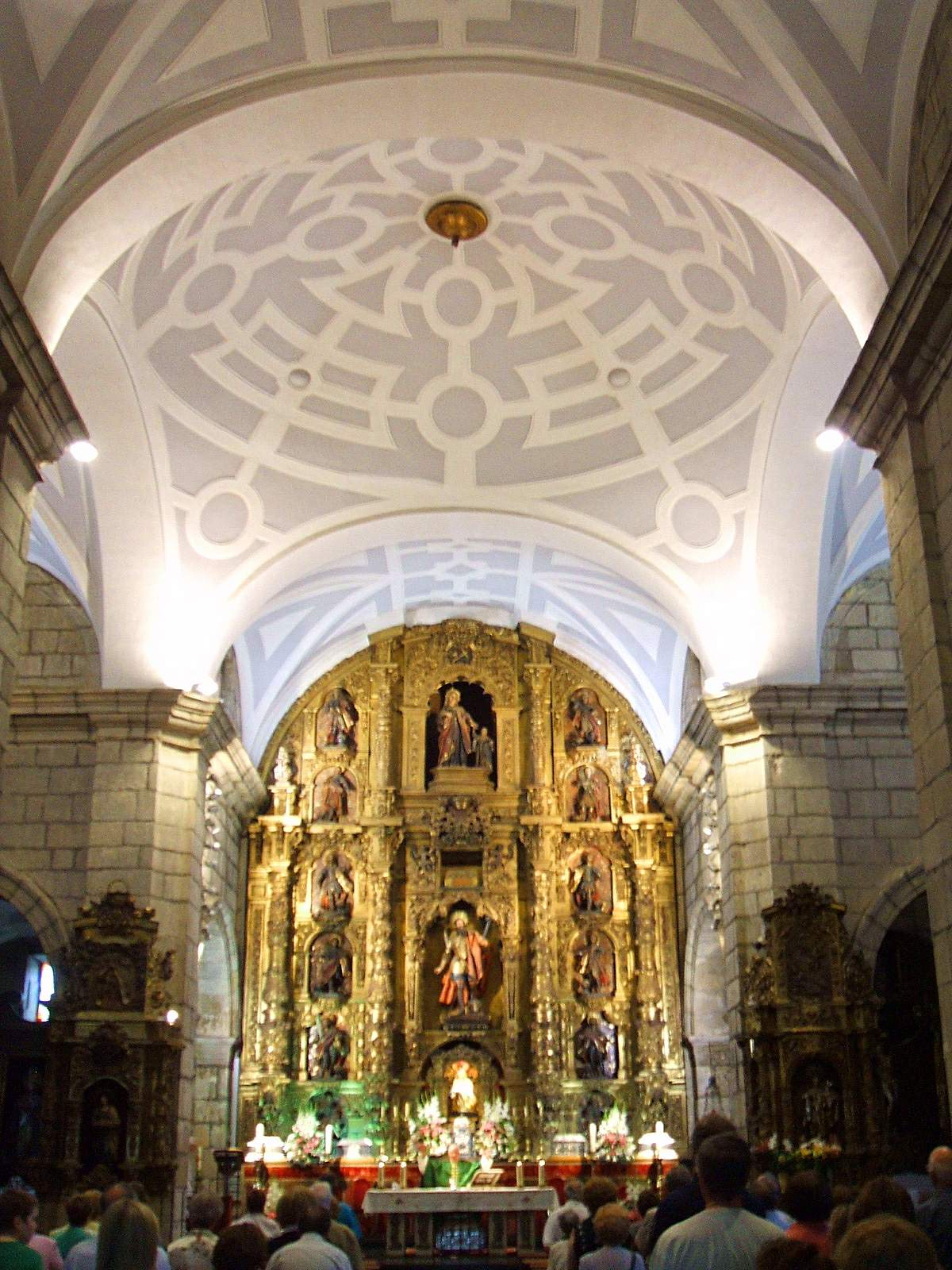
Nave principal y cabecera del templo.

Alberga en su interior valiosas piezas ornamentales y tallas de gran valor artístico y devocional, entre las que cabe citar:
- Retablo mayor, de estilo churrigueresco, realizado entre 1722 y 1738 en el que están representados san Marcelo, su mujer santa Nonia con una niña, y sus doce hijos santos, seis en cada lateral; siendo algunas de las figuras obra del escultor leonés Santiago Velasco.
- El Cristo de los Balderas, que preside la capilla de su mismo nombre, obra de Gregorio Fernández, policromada por Diego Díaz. Una copia de este crucificado procesiona el Miércoles Santo y el Viernes Santo con la Cofradía de las Siete Palabras de Jesús en la Cruz, de la que es imagen titular.
- Imagen de san Marcelo, representado con armadura medieval, que no romana. Preside el retablo mayor. Obra de Gregorio Fernández, policromada por Diego Díaz.
- Imagen de La Inmaculada, sita en la capilla de los Villafañe, que no se puede atribuir con certeza a Gregorio Fernández.
- Arqueta relicario de plata labrada, obra de Hernando de Argüello fechada en 1627 que, a su vez, contiene otra arqueta de madera con engastes de aguamarinas y escudos de castillos y leones realizados también en plata y embellecidos con esmaltes. Este segundo contenedor guarda las reliquias del santo. Esta pieza doble está ubicada bajo el altar mayor de la iglesia.
- Arqueta de plata que contiene las reliquias del monje benedictino y mártir[5] San Ramiro, obra del platero leonés Hernando de Argüello.
- Cuatro candelabros del siglo XVI que estuvieron en el concilio de Trento.
- Imagen de santa Marta, obra de Víctor de los Ríos realizada en 1947. Procesiona el día del Corpus[6] y es la imagen titular de la Hermandad de Santa Marta y de la Sagrada Cena.

## Piezas notables originales de la iglesia de san Marcelo
Actualmente exhibidas bien en el Museo Arqueológico Nacional de Madrid, bien en el Museo de León:
- Espada jineta nazarí que portaba, originalmente, la talla de san Marcelo de Gregorio Fernández. "Donada" en 1868 a José Amador de los Ríos.[7]
- Retablo de san Marcelo.[8] Data de principios del siglo XIV: es un relieve sobre madera policromada de autor anónimo, de composición triangular. Una de las piezas más notables de la imaginería del gótico temprano español.

## Tradiciones
Fue tradición desde la creación del ayuntamiento de León hasta finales del siglo XIX, que el concejo municipal, con el corregidor al frente, recibieran la ceniza y la bendición del rector del templo, los Miércoles de Ceniza.
Durante las fiestas de San Froilán el alcalde, encabezando a la corporación municipal, hace entrega, ceremonialmente, de dos hachas al párroco de San Marcelo.
Así mismo, durante estos días salían de San Marcelo y otras parroquias de la ciudad, hasta la catedral, las Cantaderas, conmemorando el fin del, legendario, tributo de las Cien Doncellas

## Hemerografía
- Prada Villalobos, Montserrat. Evolución de un centro asistencial leonés: el hospital de San Marcelo (1084-1531). Estudios humanísticos. Historia, N.º 1, 2002, p. 95-118 ISSN 1696-0300
- Miñambres, Nicolás. Iglesia de San Marcelo (León). Filandón, n. 651; p. VIII. Diario de León, 1998. Año XCII (18 oct. 1998), n. 42985
- Valderas Alonso, Alejandro. El templo de San Marcelo, patrono y custodio de la ciudad de León. Filandón, n. 651; p. IV. Diario de León, 1998. Año XCII (18 oct. 1998), n. 42985